# Alex Hutchings
Pour les articles homonymes, voir Hutchings.
 (janvier 2021).
Alex Hutchings est un guitariste de jazz fusion britannique originaire de Bristol.

## Biographie
Fin 2017, il participe à la tournée de Steven Wilson à la suite de la sortie de l'album To the Bone,.